# Зеде, Густав Александр
Густав Александр Зеде (1825—1891) — французский инженер и кораблестроитель, один из первых создателей подводных лодок.

## Биография
Г. Зеде получил образование в парижской Политехнической школе и поступил на флотскую службу заняв должность корабельного инженера. Какое-то время работал помощником известного французского судостроителя Дюпюи де Лома. Через некоторое время покинул флот, целиком посвятив себя разработке подводных лодок.
В 1886 году им был представлен проект опытной подводной лодки «Жимнот», постройка которой была закончена под его персональным контролем в 1888 году. Опыт её испытательной эксплуатации позволил к 1889 году создать проект первой военной подводной лодки «Сирена», которая приводилась в движение электрическим двигателем.
Г. Зеде погиб из-за серьёзного ранения, полученного во время испытаний пороховых торпед. После этого подводная лодка «Сирена» получила его имя.